# Manuel Macià Sempere
Manuel Macià Sempere, també conegut com a Manolo Macià o Macià II, (Santa Pola, 17 d'agost de 1913 - 28 de febrer de 1991) fou un futbolista valencià de les dècades de 1930 i 1940.

## Trajectòria
Manolo Macià es va iniciar al Santa Pola del seu poble natal. El seu germà gran, José Macià (també conegut com a Pepe Macià o Macià I), també jugava al Santa Pola. L'any 1930 ambdós germans foren fitxats per l'Hèrcules CF. La Guerra Civil espanyola va paralitzar el futbol a Espanya, i Macià es va integrar en el bàndol republicà. Després de finalitzar la guerra es va exiliar a França. Allí va jugar al Niça. Posteriorment retornà a l'Hèrcules, on jugà fins a la temporada 1947-48. Durant la temporada 1943-44 fou entrenador del club alacantí.
L'estadi del Santa Pola CF i un carrer de la ciutat d'Alacant duen el seu nom.